# Comté de Crook (Oregon)
Pour les articles homonymes, voir Comté de Crook.
Le comté de Crook (anglais : Crook County) est un comté situé dans le centre de l'État de l'Oregon aux États-Unis. Il est nommé en l'honneur de George Crook, un soldat de l'US Army. Le siège du comté est Prineville. Selon le recensement de 2020, sa population est de 24 738 habitants.

## Géographie
Le comté a une superficie de 7 737 km2, dont 7 717 km2 est de terre. 

### Comtés adjacents
- Comté de Deschutes (sud-ouest)
- Comté de Jefferson (nord)
- Comté de Wheeler (nord)
- Comté de Grant (est)
- Comté de Harney (sud-est)